# ستيف أويديكيرك
ستيف أويديكيرك (بالإنجليزية: Steve Oedekerk)‏ (و. 1961  م) هو مخرج أفلام، وكاتب سيناريو، ومنتج أفلام، وممثل أفلام، ومنتج منفذ أمريكي، ولد في لوس أنجلوس.

## وصلات خارجية
- ستيف أويديكيرك على موقع IMDb (الإنجليزية)
- ستيف أويديكيرك على موقع روتن توميتوز (الإنجليزية)
- ستيف أويديكيرك على موقع قاعدة بيانات الأفلام العربية
- ستيف أويديكيرك على موقع ألو سيني (الفرنسية)
- ستيف أويديكيرك على موقع أول موفي (الإنجليزية)
- ستيف أويديكيرك على موقع بوكس أوفيس موجو (الإنجليزية)
- ستيف أويديكيرك على موقع قاعدة بيانات الأفلام السويدية (السويدية)
- ستيف أويديكيرك على موقع إن إن دي بي (الإنجليزية)
- ستيف أويديكيرك على موقع قاعدة بيانات الفيلم (الإنجليزية)
- ستيف أويديكيرك على موقع كينوبويسك (الروسية)